# MP Весов
MP Весов (лат. MP Librae) — одиночная переменная звезда в созвездии Весов на расстоянии приблизительно 1967 световых лет (около 603 парсеков) от Солнца. Видимая звёздная величина звезды — от +10,3m до +9m.

## Характеристики
MP Весов — красная пульсирующая медленная неправильная переменная звезда (LB) спектрального класса M8.